# The Undertaking
The Undertaking es el vigésimo primer episodio de la primera temporada de la serie estadounidense de drama y ciencia ficción, Arrow. El episodio fue escrito por Jake Coburn y Lana Cho, y dirigido por Michael Shultz y fue estrenado el 1 de mayo de 2013 en Estados Unidos por la cadena CW. En Latinoamérica, Warner Channel estrenó el episodio el 20 de mayo de 2013.
Felicity intenta que Oliver haga las paces con Diggle, pero él se centra en cruzar otro nombre de la lista y va en busca de un Contador público que maneja las inversiones de todos los delincuentes de la ciudad,y al robarle su computadora portátil, Felicity descubre una transacción que podría ayudar a encontrar Walter. Ya sin Diggle en el equipo, Felicy decide ayudar a Oliver a llevar a cabo la operación. En un flashback, Malcolm revela a Robert Queen y Frank Chen dolorosos detalles que rodean la muerte de su esposa, y lo que El Proyecto para Los Glades es realmente. Finalmente, Oliver le revela una sorprendente verdad a Laurel.

## Argumento
Felicity intenta que Oliver haga las paces con Diggle, pero él se centra en cruzar otro nombre de la lista y va en busca de un Contador público que maneja las inversiones de todos los delincuentes de la ciudad,y al robarle su computadora portátil, Felicity descubre una transacción que se hizo para Dominic Alonzo, el dueño de un casino clandestino que fue contratado para secuestrar a Walter y que podría ayudar a encontrarlo. Ya sin Diggle en el equipo, Felicy decide ayudar a Oliver a llevar a cabo la operación. Felicity se hace pasar por un tahúr y logra infiltrarse el casino. 
Después de haber sido golpeado y amenazado, Alonzo revela que Walter fue asesinado. Oliver le informa a su familia y Moira inmediatamente se enfrenta a Malcolm, quien revela que Walter está vivo. Oliver, que estaba escuchando, descubre que el padre de Tommy es quien dirige la organización secreta y que su madre está implicada y le pide Felicity que revise en sus registros telefónicos para determinar la ubicación de Walter. Como el vigilante, Oliver libera a Walter y lo reúne con su familia. Mientras tanto, Laurel visita a Tommy para obtener la verdad sobre por qué se fue. Tommy le revela que él cree que ella quiere estar con Oliver, que aún la ama. Laurel acude a Oliver para pedirle que hable con Tommy y éste le revela que lo que dijo su amigo es cierto.
Mientras tanto en un flashback, Malcolm revela a Robert Queen y Frank Chen dolorosos detalles que rodean la muerte de su esposa, y lo que El Proyecto para Los Glades es realmente. Robert se muestra en desacuerdo con los planes de Malcolm y junto a Frank idean un plan para impedirlo. Sin embargo, se revela que Frank traiciona a Robert y es Malcolm quien manda instalar la bomba en el yate de los Queen.

## Elenco
- Stephen Amell como Oliver Queen.
- Katie Cassidy como Dinah Laurel Lance.
- Colin Donnell como Tommy Merlyn.
- David Ramsey como John Diggle.
- Willa Holland como Thea Queen.
- Susanna Thompson como Moira Queen.
- Paul Blackthorne como el detective Quentin Lance.

## Continuidad
- Robert Queen fue visto anteriormente en Legacies.
- Walter Steele fue visto anteriormente en Year's End.
- Frank Chen fue visto anteriormente en Salvation.
- Malcolm Merlyn fue visto anteriormente en Unfinished Business.
- Este es el tercer episodio en no mostrar flashbacks a eventos sucedidos en la isla.
- El episodio muestra lo ocurrido antes de que Oliver y Robert Queen partieran en el Queen's Gambit.
- Este episodio también muestra las verdaderas razones que llevaron a Malcolm Merlyn a crear El Proyecto.
- Walter Steele es rescatado de su cautiverio por el Vigilante.
- Felicity conoce a Thea y Moira Queen en este episodio.
- Oliver admite ante Laurel seguir enamorado de ella.

## Desarrollo

### Producción
La producción de este episodio comenzó el 6 de marzo y terminó el 14 de marzo de 2013.

### Filmación
El episodio fue filmado del 15 al 26 de marzo de 2013.

## Recepción

### Recepción de la crítica
Jesse Scheeden, de IGN calificó al episodio de grandioso y le otorgó una puntuación de 8.4, comentando: "Arrow contestó una serie de preguntas persistentes esta semana y entregó un episodio agradable como resultado. Un giro divertido a la fórmula de los flashbacks. Stephen Amell tuvo una buena actuación variada".
Paloma Garrón de TodoSeries.com calificó al episodio con 4.5 sobre 5, diciendo: "El capítulo 22 de Arrow ha sido uno de los mejores de la serie. Quizá porque nos ha dado alguno de los elementos que más nos gustan de la serie: Respuestas, flashbacks novedosos, Felicity Smoak a raudales y tramas interesantes para todos los personajes. En resumen, un capitulazo. Mención especial para Stephen Amell, cuyo trabajo representando las diferentes versiones de Oliver está casi a nivel de Anna Torv en Fringe. Su versión de playboy egoísta ha sido realmente detestable, mientras que ha estado igualmente bien como el Oliver actual completamente desengañado por su madre".

### Recepción del público
El episodio fue visto por 2.89 millones de espectadores, recibiendo 0.9 millones entre los espectadores entre 18-49 años.